# Daisy Jelley
Daisy Jelley (4 april 2000) is een Brits actrice. Ze is onder andere bekend door haar rol van Gemma in How to Have Sex.

## Biografie
Jelley groeide op in Walton-on-Thames, Surrey. Haar moeder was kapster, terwijl haar vader haarproducten verkochten en in lokale voorstelling optrad. Ze heeft een broer en een zus. Jelley ging naar de Rydens Enterprise School en het Hurwoort House, waar ze haar A-level behaalde. Ook werd ze lid van het Elmbrigde Youth Theatre.
Op tienjarige leeftijd overtuigde Jelley haar ouders om een contract aan te gaan bij Kids London. In 2013 werd Jelley op dertienjarige leeftijd gescout door Select Model Managements in de Clothes Show Live.
In 2019 begon Jelley met het plaatsen van video's op het platform TikTok, waarna ze uitgroeide tot 1 miljoen volgers op het platform en tien miljoenen weergaven. Ook verscheen ze in muziekvideo's van Cassa Jackson en HRVY in 2020 en 2021 evenals de korte film Better Get Better naast Aliyah Odoffin. Ook begon ze met modellenwerk voor Coach, Charlotte Tilbury, Tommy Hilfiger, Mis Selfridge en Pepe Jeans met Brooklyn Beckham.
Jelley was in 2023 als eerste in een filmrol te zien als Gemma in de film How to Have Sex, dat in première ging in Cannes en de Prix Un Certain Regared won. Daarnaast maakte Jelley vlak daarna ook haar televisiedebuut in een aflevering van de Acorn-televisieserie London Kills. In 2024 volgden voor Jelley rollen als Amber in de Prime Video-film How to Date Billy Wash en als Poppy Hepple-Cartwright in de Netflix-serie Geek Girl (gebaseerd op de boeken van Holly Smale) naast Emily Carey. Ook verscheen Jelly in de VR-miniserie The Faceless Lady. Jelley zal ook te zien zijn in de toekomstige horrorfilm Feed naast Clinton Liberty en Niamh McCormack en als Sierra in Marked Men van Nick Cassavetes.

## Filmografie

### Films
| Jaar | Titel                   | Rol    | Opmerkingen      |
| ---- | ----------------------- | ------ | ---------------- |
| 2021 | Better Get Better       | Taylor | Korte film       |
| 2023 | How to Have Sex         | Gemma  |                  |
| 2024 | How to Date Billy Walsh | Amber  | Prime Video film |

### Televisie
| Jaar | Titel             | Rol                     | Extra        |
| ---- | ----------------- | ----------------------- | ------------ |
| 2023 | London Kills      | Elaine Latimer          | 1 afl.       |
| 2024 | The Faceless Lady |                         | VR miniserie |
| 2024 | Geek Girl         | Poppy Hepple-Cartwright | 8 afl.       |
| 2024 | Miss Fallaci      | Jayne Mansfield         |              |

### Muziekvideo's
| Jaar | Titel              | Artiest       |
| ---- | ------------------ | ------------- |
| 2020 | He's No You        | Cassa Jackson |
| 2021 | One Day Two Nights | HRVY          |